# 魏武卒
魏武卒，是由戰國初期魏國名將吳起建立的一支重装步兵軍團。當時魏國與秦國不斷反復爭奪關中门户的河西地区，吳起任魏國上將軍後，為了提升軍隊素質，創立了這支日後聲威赫赫的重甲兵團。

## 概述
魏武卒之選拔極為嚴酷，荀子議兵篇：「魏氏之武卒，以度取之，衣三屬之甲，操十二石之弩，負服矢五十個，置戈其上，冠冑帶劍，贏三日之糧，日中而趨百里...。」也因此，魏武卒在全盛時期之數量也堪堪只有五萬之眾。不過正因如此，魏武卒才威震天下。
吳起曾率領魏武卒，在全天下東征西討，大戰七十六次，戰勝六十四次。其中，從公元前409年開始，魏國開始不斷蠶食秦國洛水和黄河之间的河西之地，最終將其攻克並設立西河郡，由吳起擔任郡守。此後秦國雖然孱弱，但依然不斷出兵奪回河西。公元前389年，秦國發動陰晉之戰，出動五十萬大軍企圖一舉奪回河西，但吳起只出動五萬武卒就將秦國的老式戰車兵殺得七零八落全軍覆沒。自此，吳起與魏武卒徹底鞏固河西，秦國數十年難以恢復元氣。
吳起後來受到奸佞排斥離開魏國，魏武卒失去了名將統兵戰力大減，直到二十年後龐涓來到魏國。在公元前341年，齐国和魏国之间發生馬陵之戰，魏軍於馬陵道被孙膑伏击大敗，龐涓戰死，魏武卒更是遭遇前所未有的損失。
公元前293年，秦魏韓發生伊闕之戰，名將白起大破魏韓二國，斬首二十四萬。魏武卒損失殆盡，隨著魏國的衰落，淡出了人們的記憶。